# Lae Langge
Lae Langge is een bestuurslaag in het regentschap Subulussalam van de provincie Atjeh, Indonesië. Lae Langge telt 676 inwoners (volkstelling 2010).